# Afro
L'afro és la moneda oficial proposada per a la zona afro, que implica els estats africans següents: Algèria, Angola, Benín, Botswana, Burkina Faso, Burundi, el Camerun, Cap Verd, la República Centreafricana, les Comores, la República del Congo, la República Democràtica del Congo, la Costa d'Ivori, Djibouti, Egipte, Eritrea, Etiòpia, Gabon, Gàmbia, Ghana, Guinea, Guinea Bissau, Guinea Equatorial, Kenya, Lesotho, Libèria, Líbia, Madagascar, Malawi, el Mali, Maurici, Mauritània, Moçambic, Namíbia, el Níger, Nigèria, Ruanda, el Sàhara Occidental, São Tomé i Príncipe, el Senegal, les Seychelles, Sierra Leone, Somàlia, Sud-àfrica, el Sudan, Swazilàndia, Tanzània, Togo, Tunísia, el Txad, Uganda, Zàmbia i Zimbàbue.
El calendari establert pel Tractat d'Abuja estipula que l'afro haurà d'estar institucionalitzat pel Banc Central Africà cap al 2028.
La terminologia i els principis bàsics s'emmirallen en els de l'euro, la zona euro i el Banc Central Europeu.